# Oscar Tiefenthal
Oscar Tiefenthal (* 22. November 1956 in Hamburg) ist ein deutscher Journalist. Seit 2009 leitet er die Evangelische Journalistenschule in Berlin. 

## Werdegang
Von 2002 bis 2009 war er Stellvertreter des Chefredakteurs beim Nordkurier in Neubrandenburg. Seit 2008 war er außerdem Geschäftsführer von vier Regionalverlagen der Kurierverlags-Holding. Von 1990 bis 2002 war Oscar Tiefenthal leitender Redakteur und Nachrichtenchef der Welt am Sonntag, von 1987 bis 1989 Politikredakteur bei der Bild-Zeitung Hamburg und Bonn. 
Er arbeitete als Entwicklungsredakteur für Der Tag des Axel-Springer-Verlags. Nach seinem Volontariat bei den Harburger Anzeigen und Nachrichten (HAN) begann er dort 1986 als Sport- und Lokalredakteur. Oscar Tiefenthal studierte Rechts- und Politikwissenschaften an der Universität Hamburg.